# Moskou Expres

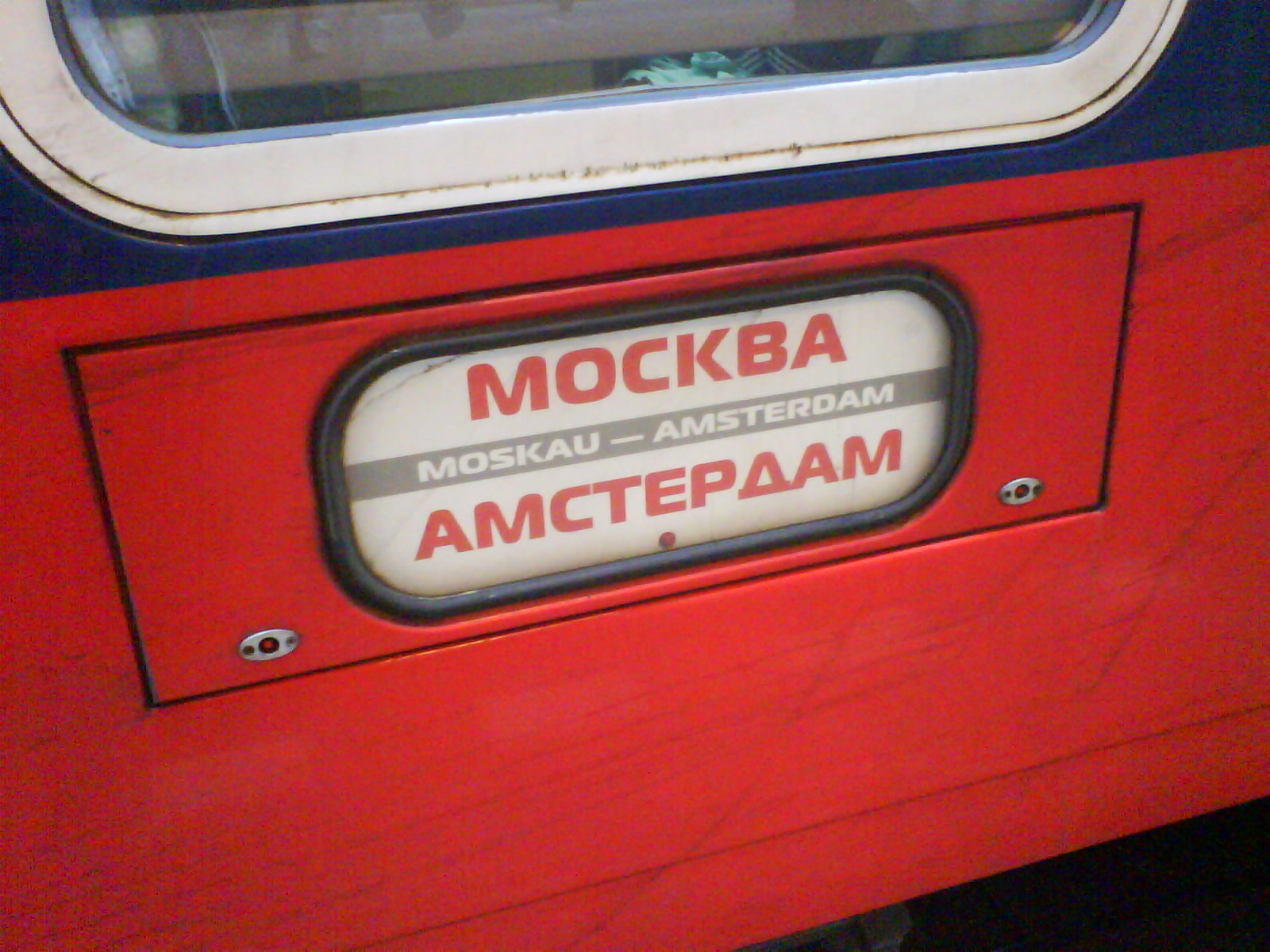
Russisch slaaprijtuig met de bestemmingsaanduiding Moskou - Amsterdam.

De Moskou Expres was een Europese sneltrein die van 1960 tot 1993 reed tussen West-Europa en Moskou.

## Oorspronkelijke dienst
Het doorgaande rijtuig van Nederland naar Moskou reed mee in de 'Hoek-Warszawa Expres' of de 'Warszawa-Hoek Expres'. De trein reed van Hoek van Holland via Schiedam-Rotterdam West (nu Schiedam Centrum), Utrecht Centraal, Amersfoort, Deventer, Hengelo, Oldenzaal, Bad Bentheim, Rheine, Osnabrück Hbf, Hannover Hbf, Helmstedt (toenmalige Duits-Duitse grens), Berlijn en Frankfurt (Oder) naar Warschau. Het doorgaande slaaprijtuig naar Moskou werd in Warschau aan de exprestrein naar Moskou gekoppeld. Van Warschau reed de trein met uitsluitend Russische rijtuigen naar Brest-Litowsk (toenmalige grens van Polen en de Sovjet-Unie, nu de grens tussen Polen en Wit-Rusland). In Brest-Litowsk werden alle rijtuigen opgetakeld en werden alle draaistellen gewisseld zodat de trein op het Russische spoor van een andere spoorwijdte kon rijden. Van Brest-Litowsk vervolgde de trein zijn weg via Minsk naar de Russische hoofdstad.
De Hoek-Warszawa Express werd in 1960 geïntroduceerd en bestond voor een groot gedeelte uit Duitse en Poolse rijtuigen en een enkel Russisch slaaprijtuig. In dit laatste rijtuig waren het de Russische provodnitsas (rijtuigbegeleiders) die het slaapgedeelte bemanden. Voor Nederlandse douaniers was de Sovjet-coupé een onneembare vesting, niemand kwam het fijne er over te weten. Verhalen over de Rollende Rus, zoals de trein genoemd werd, waren er legio en daarin namen Russische waren zoals kaviaar en wodka een belangrijke plaats in. De Russische slaaprijtuigen waren speciaal op het West-Europese profiel van vrije ruimte aangepast, kleiner dan het Russische profiel.
Ooit kende de trein een goede bezetting. Vaak met Britse en Nederlandse toeristen, die een reis naar de Sovjet-Unie als een avontuur zagen. De sluiting van de treindienst had diverse redenen. Het aantal reizigers nam af door gebrek aan comfort en de te hoge kosten. Ook de komst van de Kanaaltunnel en daarmee een andere route voor reizigers uit Groot-Brittannië speelde een rol. De trein werd op 23 mei 1993 opgeheven vanwege tegenvallende reizigersaantallen en een gebrek aan comfort.
De Hoek-Warszawa Expres sloot in Hoek van Holland in beide richtingen aan op de boot naar Harwich in Engeland, destijds een samenwerkingsverband tussen de Stoomvaart Maatschappij Zeeland (SMZ) en British Rail (Sealink).

## Tijdelijke terugkeer
België kreeg in 2004 een rechtstreekse verbinding met de Russische hoofdstad. Sinds de zomer van dat jaar reed de EuroNight Jan Kiepura tussen Brussel en Warschau, met enkele doorgaande (Wit-)Russische rijtuigen naar Minsk en Moskou. In december 2005 werd deze verbinding opgeheven. Die trein reed tot december 2007 naar Frankfurt am Main in plaats van Brussel.
Er kwam opnieuw een directe verbinding Amsterdam-Moskou: de Jan Kiepura reed vanaf Amsterdam met rijtuigen naar Berlijn, Warschau, Praag, Minsk en een enkele Moskou. De rechtstreekse treinreis van en naar Moskou werd dagelijks verzorgd door de Russische spoorwegen. Voor deze trein werden alle Russische rijtuigen nog steeds opgetakeld in Brest voor de verwisseling van de draaistellen.
De directe verbinding tussen Amsterdam en Moskou werd in 2013 opgeheven. De Jan Kiepura reed wel nog naar Berlijn, Warschau en Praag. Voor treinreizigers van Nederland naar Moskou werd een overstap in Duitsland of Polen geboden.